# Procedimiento sumarísimo

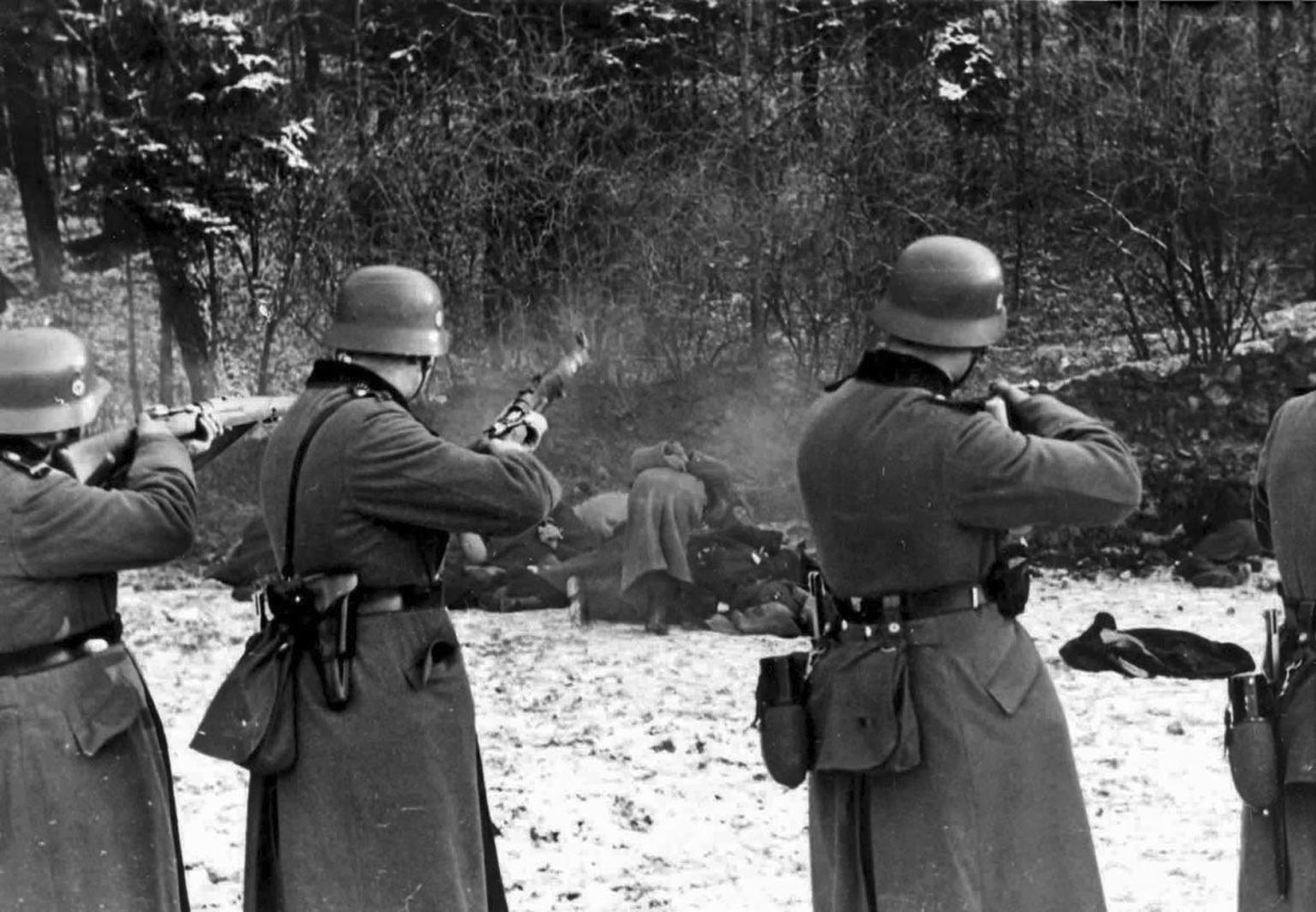
Ejecución en masa de 56 ciudadanos polacos en Bochnia, cerca de Cracovia, tras la Invasión alemana de Polonia de 1939.

El término procedimiento sumarísimo hace referencia a cierta clase de juicios, tanto civiles como criminales, para los que por la urgencia o sencillez del caso litigioso, o bien por la gravedad o flagrancia del hecho criminal, señala la ley una tramitación brevísima.
En dicho proceso judicial, las distintas partes ordinarias del mismo se acumulan en un solo acto y, generalmente, en un solo momento, de tal suerte que se instruye, se aportan y valoran las pruebas, se juzga, se condena y se ejecuta la sentencia en corto plazo (unas horas). Este procedimiento extraordinario es el que se suele desarrollar como apariencia de juicio durante los consejos de guerra en situaciones de conflicto armado cerca del frente y bajo inminente amenaza del enemigo.
Se ha utilizado como recurso para el ajusticiamiento de opositores a regímenes totalitarios o en golpes de Estado (casos en los que suele utilizarse el término ejecución sumaria).[cita requerida] Entre sus características, además de las mencionadas, destaca la ausencia de garantía alguna para el detenido y juzgado, que lo puede ser igualmente en rebeldía.[cita requerida]